# Cugnoli
Cugnoli – miejscowość i gmina we Włoszech, w regionie Abruzja, w prowincji Pescara.
Według danych na rok 2004 gminę zamieszkiwało 1666 osób, 111,1 os./km².